# 이우선
이우선(李宇璿, 1983년 4월 19일 ~ )은 전 KBO 리그 삼성 라이온즈의 투수이자, 전 KBO 리그 삼성 라이온즈의 잔류군 트레이닝 코치이다.

## 아마추어 시절
동명초등학교, 대헌중학교, 안산공업고등학교를 거쳐 성균관대학교를 졸업했다. 성균관대학교 졸업 후 지명을 못 받게 되자 상무에 입대하였다.

## 프로 시절
제대한 후 2009년에 신고선수로 삼성 라이온즈에 입단하였다. 퓨처스 남부 리그 전반기에 다승왕을 차지하면서 코칭 스태프의 신뢰를 얻었고, 6월 2일 정식 선수로 등록하였다. 그리고 2009년 6월 28일 두산전에서 첫 승리를 기록했다. 이우선이 등판한 경기들에서 만난 상대들은 대부분 상대 팀의 에이스급 선발 투수들인데, 이우선이 등판한 경기에서 의외로 삼성 라이온즈가 승리한 게임들이 많아(이우선이 승리를 챙기지 못한 경기들을 포함)서 "에이스 킬러"라는 별명이 붙었다. 특히 그가 2009년에 거둔 2승의 상대는 김선우와 김광현이었다. 경험이 적어 소화하는 이닝이 줄어들게 되자 2009년 8월 2일 KIA전부터 불펜으로 전환하였다. 이후 난조로 난타당해 오랫동안 2군에 있으면서, 퓨처스 남부리그 후반기에도 다승왕을 차지했고 퓨처스 리그가 끝난 이후 다시 1군에 잠시 올라와 불펜으로 등판했다. 그가 데뷔 첫 승을 거두었던 상대인 두산전에 특히 강해 10과 1/3이닝 동안 단 1실점도 내주지 않았던 적이 있어서 두산에게는 천적으로 자리매김했다. 짧지만 강한 인상을 남긴 2009년을 보낸 이후, 주로 불펜으로 등판한다. 하지만 탄탄한 팀의 불펜의 벽을 넘지 못하고 2군에서 전전하다가 2014년 7월 24일 현역 은퇴를 선언한다.

## 통산 기록
| 시즌 | 소속  | 경기 | 완투 | 완봉 | 승 | 패 | 세 | 홀드 | 이닝    | 타자 | 피안타 | 피홈런 | 볼넷 | 사구 | 탈삼진 | 실점 | 자책점 | 승률  | 평균자책점 | 비고 |
| ---- | ----- | ---- | ---- | ---- | -- | -- | -- | ---- | ------- | ---- | ------ | ------ | ---- | ---- | ------ | ---- | ------ | ----- | ---------- | ---- |
| 2009 | 삼성  | 16   | 0    | 0    | 2  | 0  | 0  | 0    | 45 2/3  | 220  | 58     | 10     | 28   | 5    | 33     | 32   | 31     | 1.000 | 6.11       |      |
| 2010 | 삼성  | 32   | 0    | 0    | 1  | 3  | 1  | 0    | 68 1/3  | 291  | 68     | 10     | 24   | 2    | 42     | 34   | 33     | 0.250 | 4.35       |      |
| 2011 | 삼성  | 35   | 0    | 0    | 0  | 0  | 0  | 0    | 51      | 211  | 47     | 5      | 14   | 3    | 35     | 19   | 19     | 0.000 | 3.35       |      |
| 2012 | 삼성  | 4    | 0    | 0    | 0  | 0  | 0  | 0    | 5 2/3   | 22   | 2      | 1      | 3    | 0    | 5      | 1    | 1      | 0.000 | 1.59       |      |
| 2013 | 삼성  | 10   | 0    | 0    | 0  | 1  | 0  | 0    | 11      | 49   | 11     | 0      | 5    | 1    | 2      | 4    | 4      | 0.000 | 3.27       |      |
| 2014 | 삼성  | 1    | 0    | 0    | 0  | 0  | 0  | 0    | 0 1/3   | 2    | 0      | 0      | 1    | 0    | 0      | 0    | 0      | 0.000 | 0.00       |      |
| 통산 | 6시즌 | 98   | 0    | 0    | 3  | 4  | 1  | 0    | 181 2/3 | 798  | 186    | 26     | 75   | 11   | 117    | 90   | 88     | 0.429 | 4.36       |      |

## 참조
1. ↑  김현수처럼…‘신고선수 신화’ 쏜다 《동아일보》, 2009년 6월 12일 작성
2. ↑  삼성 ‘연습생’ 출신 이우선 첫 승 - 경향신문
3. ↑  삼성 이우선, 마운드 위의 '에이스 킬러' - 마이데일리
4. ↑  긴급 수혈 이우선, 삼성 불펜에 숨통 틔운다! 보관됨 2014-08-12 - 웨이백 머신 - 미디어다음
5. ↑  롯데 오장훈, 막내린 2군 리그에서 타격 3관왕[깨진 링크(과거 내용 찾기)] - OSEN
6. ↑  두산, '천적' 이우선에 11이닝 만에 첫 득점 - 마이데일리